# Prisca Awiti Alcaraz
Prisca Guadalupe Awiti Alcaraz (Londra, 20 febbraio 1996) è una judoka messicana.

## Biografia

### Vita privata
Nata e cresciuta a Londra nel borgo di Enfield da padre keniota e madre messicana, ha scelto di rappresentare la nazione di quest'ultima, trasferendosi a tempo pieno in Messico nel 2022.

### Carriera sportiva
Vince la sua prima medaglia internazionale nell'aprile 2021 con l'argento nella categoria fino a 63 chilogrammi ai campionati panamericani di judo di Guadalajara perdendo la finale contro la brasiliana Ketleyn Quadros, quattro mesi dopo gareggia ai Giochi olimpici di Tokyo 2021 dove viene subito eliminata per mano della mongola Bold Gankhaich.
Due anni dopo bissa il secondo posto continentale a Calgary, nella cui finale viene battuta dall'altra brasiliana Larissa Pimenta.
Lo stesso anno vince il bronzo ai Giochi panamericani di Santiago del Cile battendo nella finale del tabellone dei ripescaggi l'argentina Agustina De Lucía.
Nel 2024 partecipa ai suoi secondi Giochi olimpici a Parigi, qui batte agli ottavi l'argento olimpico di Abu Dhabi Angelika Szymańska, ai quarti l'austriaca Lubjana Piovesana ed in semifinale la croata Katarina Krišto. In finale viene battuta dalla slovena Andreja Leški.

## Palmarès
- Giochi olimpici

Parigi 2024: argento nei 63 kg.
- Campionati panamericani

Guadalajara 2021: argento nei 63 kg
Calgary 2023: argento nei 63 kg
- Giochi panamericani

Santiago del Cile 2023: bronzo nei 63 kg